# Amanirenas
Amanirenas eller Amanirena, född 57 f. Kr, död 10 f. Kr., var kandake och regerande drottning av Kush från cirka 40 f.Kr. till 10 f.Kr.  Hon är den kanske mest berömda och mest dokumenterade av drottningarna i Kush, och är känd för att ha bedrivit krog och besegrat romarnas, vars expansion söderut mot Afrika hon hejdade.

## Biografi
Amanirenas blev drottning år 40 vid sjutton års ålder. I efterlämnade inskriptioner bär hon båda titlar "qore" och "kandake", inte bara den ena, vilket tyder på att hon var just ensam regerande drottning och monark. Hon nämns tillsammans med Teriteqas, som förmodas vara hennes make, och Akinidad, som förmodas vara hennes son. Att hon hade en son är känt från romarnas beskrivning av henne. Hon levde i Napata, som var hennes huvudstad. 
Hon är främst känd för att hon ledde kushiterna i ett treårigt krig mot romarna 25-22 f.Kr. Under hennes befäl invaderade kushiterna södra Egypten, som då var en romersk provins. Invasionen slogs tillbaka av romarna under ledning av prefekten Gaius Petronius, som invaderade Kush. Kriget avslutades efter ett fredsavtal mellan Rom och Kush. Kriget stoppade den romerska expansionen söder om Egypten. 
Hon har beskrivits av Strabo, som kallar henne Candace och beskriver henne som "en maskulin typ av kvinna, blind i ena ögat". 